# Nicolaas van Nieuwland

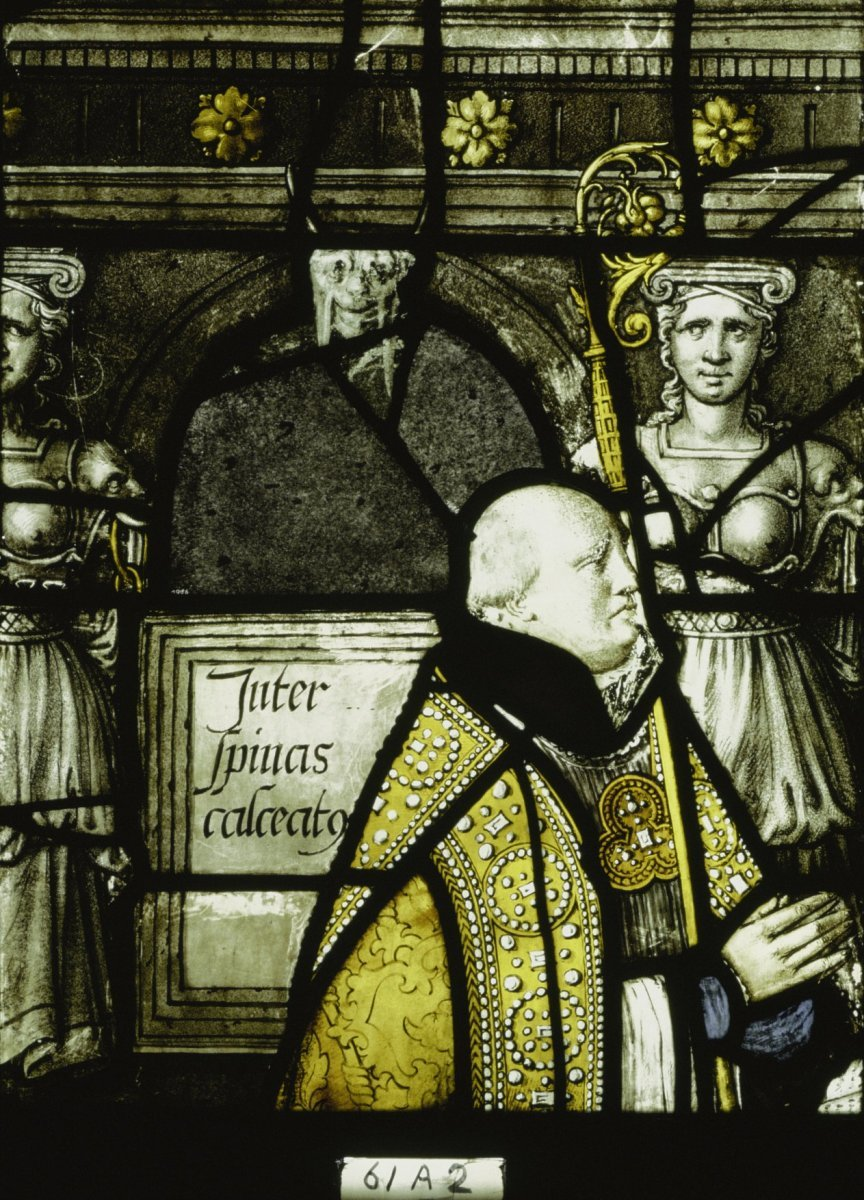
Nicolaas van Nieuwland. Stifterbild auf einem Kirchenfenster in Gouda.

Nicolaas van Nieuwland (* 9. Juni 1510 in Egmond; † 15. Juni 1580 in Maartensdijk bei Utrecht) war ein niederländischer römisch-katholischer Bischof und der erste Bischof von Haarlem nach Gründung dieses Bistums 1559.

## Leben
Über seine Jugend ist nichts überliefert. Da er einen Doktorgrad der Theologie führte, muss er an einer Universität der damaligen Zeit studiert haben, am wahrscheinlichsten an der von Löwen. Im Konsistorium vom 6. Juli 1541 wurde er zum Titularbischof von Hebron ernannt und empfing am 11. September 1542 durch den Bischof von Utrecht Georg von Egmond die Bischofsweihe. In der Folge nahm er die Aufgaben eines Weihbischofs im Bistum Utrecht wahr. 1545 wurde er ferner Kanonikus von Utrecht, 1556 Dekan des Kapitels. 
Als 1559 in den Niederlanden neue Bistümer begründet wurden, wurde van Nieuwland durch den König für den Bischofssitz von Haarlem vorgeschlagen. Es dauerte jedoch noch zwei Jahre, bis die offizielle Ernennung durch Papst Pius IV. erfolgte. Am 6. November 1561 konnte Nicolaas van Nieuwland schließlich sein Bistum in Besitz nehmen und zog am 1. Februar 1562 mit großem Pomp in Haarlem ein. Allerdings galt van Nieuwland vielen seiner Zeitgenossen als Alkoholiker, so soll er mehrfach betrunken an Prozessionen teilgenommen haben. So wurde ihm der Rücktritt nahegelegt, den er 1569 schließlich erklärte. Er zog sich nach Utrecht zurück, wo er 1580 starb. Sein Nachfolger als Bischof von Haarlem wurde Godfried van Mierlo.